# Stephen Ahorlu
Stephen Ahorlu, né le 5 septembre 1988, est un footballeur international ghanéen. Il évolue actuellement au Heart of Lions dans le championnat national ghanéen au poste de gardien de but.
Il fait partie des 23 joueurs ghanéens sélectionnés pour participer à la coupe du monde 2010.